# جبل دهام
جبل دِهام عبارة عن جبل بركاني خامد يقع في السعودية، ويقع تحديداً في حرة الهتيمة الواقعة في منطقة حائل. يبلغ ارتفاع الجبل نحو 1292 م.